# Menara Kuala Lumpur
Menara Kuala Lumpur je věž v Kuala Lumpur v Malajsii. Byla postavena v roce 1995. Nachází se 920 metrů od dvojčat Petronas Twin Towers. Má 4. patra; nejnižší je ve výšce 295 metrů a nejvyšší je ve výšce 308 metrů a s anténou měří 421 metrů.